# Martin Abraham
Martin Abraham (Moravská Třebová, 20 settembre 1978) è un ex calciatore ceco, di ruolo centrocampista.

## Caratteristiche tecniche
Interno di centrocampo, poteva giocare anche come mediano.

## Carriera
Vanta 18 presenze e 1 gol nelle competizioni UEFA per club.
Nel 2006 fu convocato per due incontri con la Nazionale ceca, ma non giocò alcun incontro.

## Palmarès

### Club

#### Competizioni nazionali
- Campionato ceco: 2

Slovan Liberec: 2005-2006
Slavia Praga: 2008-2009
- Coppa della Repubblica Ceca: 1

Sparta Praga: 2007-2008